# Lata de bebida

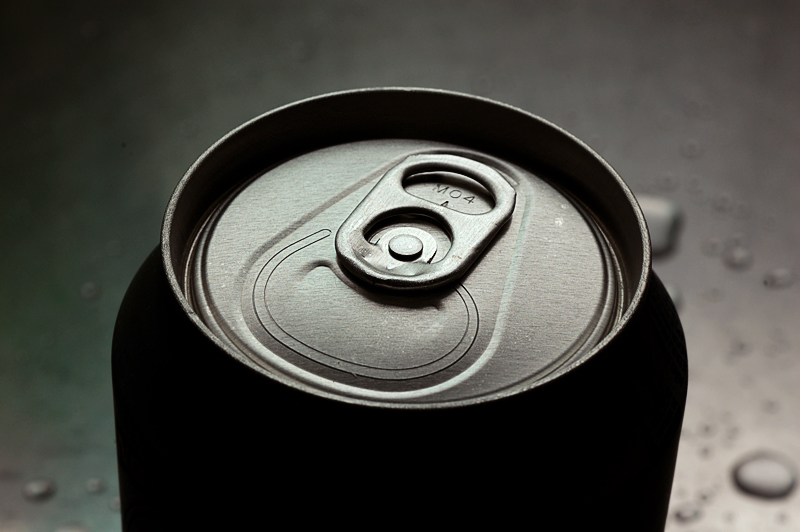
La pestaña-abridor de la parte superior de las latas facilitó su uso, permitiendo su expansión a lo largo del mundo.

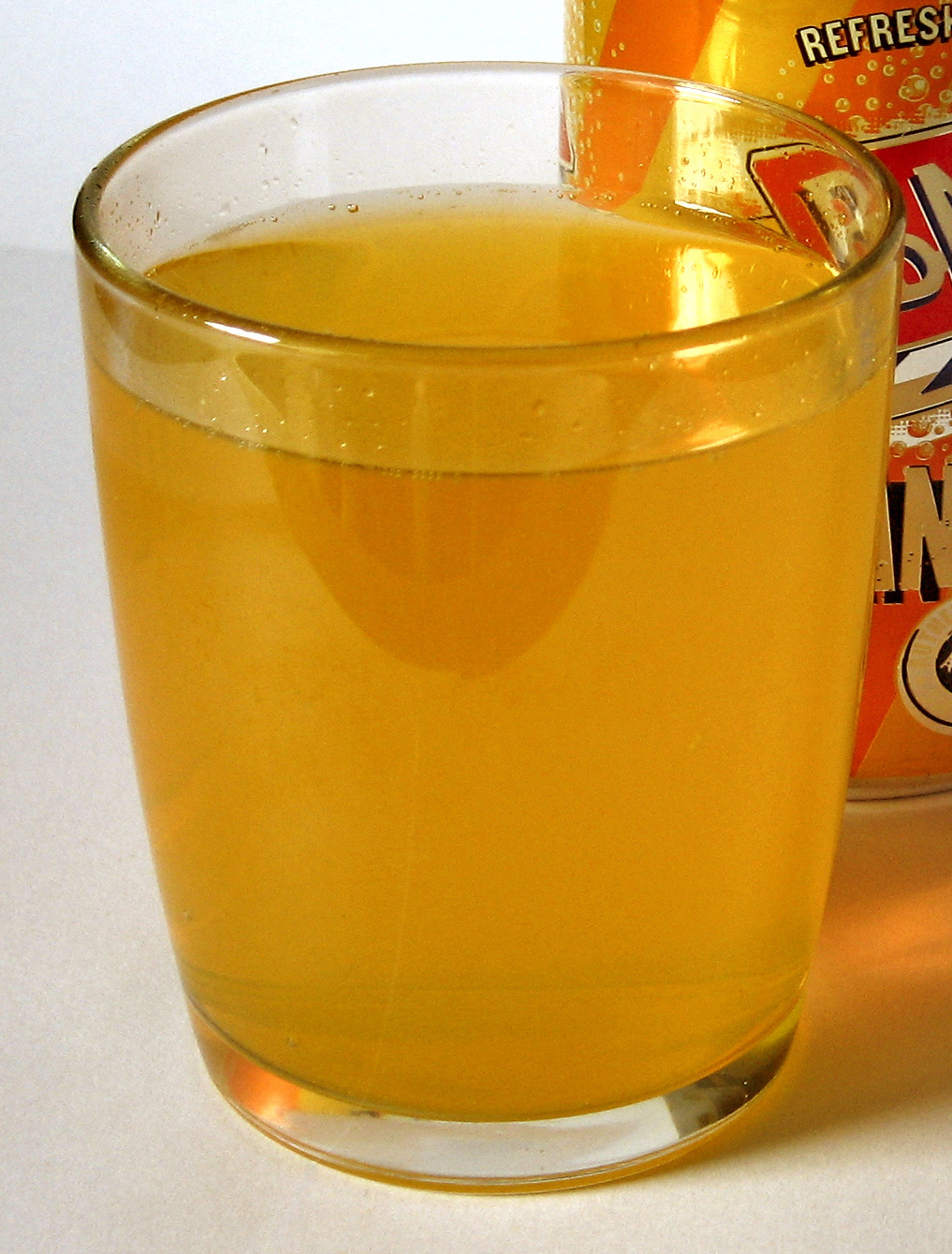
La capacidad de incluir líquidos de todo tipo en las latas de bebida ha permitido su difusión.

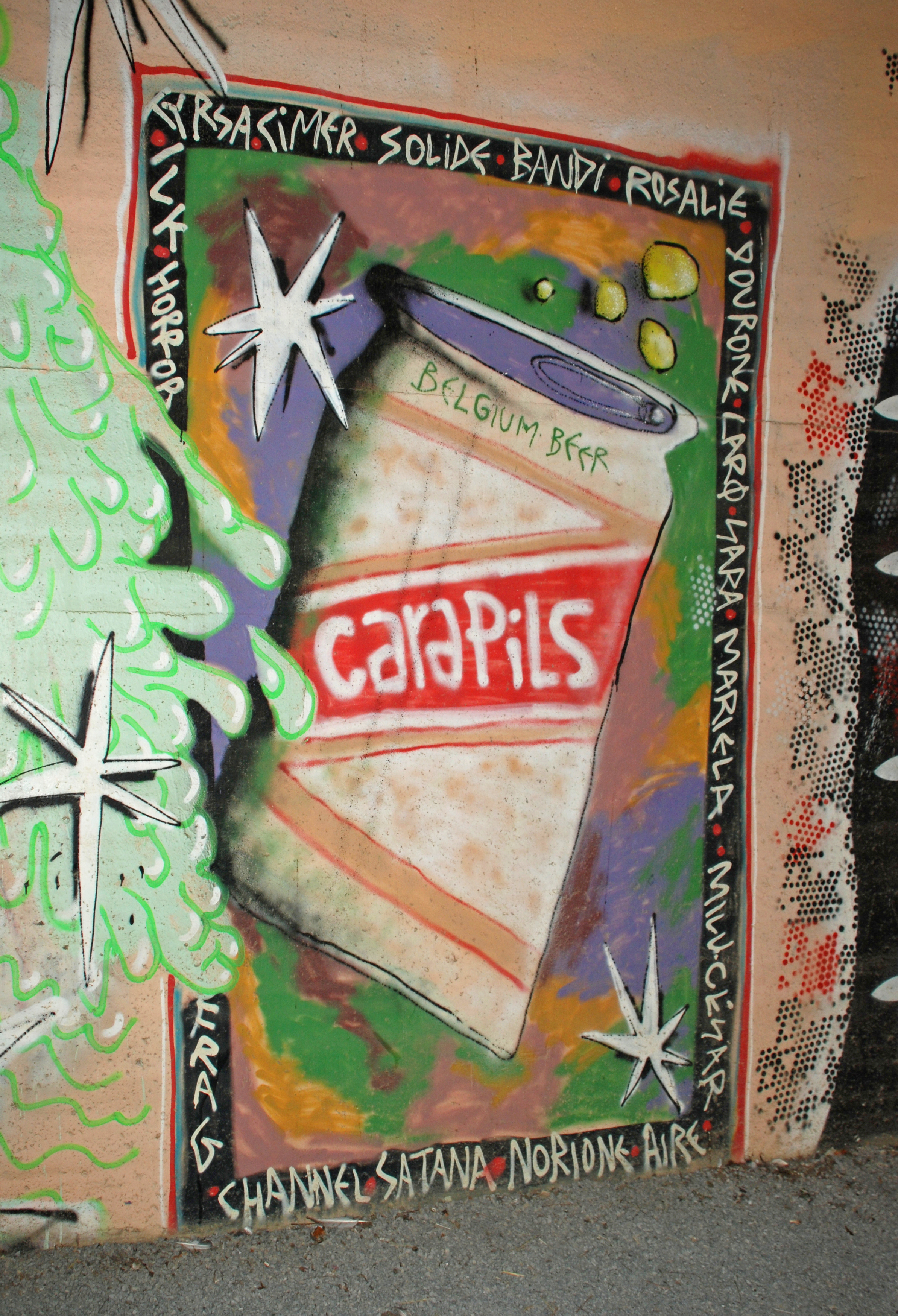
Lata de pils belga representada en un mural de la estación de tren de Lovaina-la-Nueva (Bélgica).

La lata de bebida es generalmente un contenedor que permite conservar y transportar líquidos destinados al consumo humano. Suele tener forma cilíndrica, fabricado de aluminio (u hojalata) y con una capacidad estándar de 33 a 50  centilitros. Se puede incluir en su interior, desde los refrescos que incluyen las bebidas carbonatadas, los Jugo de frutas, hasta bebidas alcohólicas como: cerveza, los cocktails con bebidas carbonatadas como gin tonic. Suelen elaborarse mediante chapas de fino metal con el objeto de que puedan soportar, no sólo la presión del líquido carbonatado, sino también los ácidos que suelen contener las bebidas de su interior.

## Historia
La forma más antigua de recipiente de bebida es la tinaja de barro. Empleadas inicialmente en muchas culturas primitivas como contenedor dedicado al transporte de líquidos. Estas tinajas eran empleadas en el antiguo Egipto como recipientes de conservación. Las tinajas se sellaban y en muchas ocasiones se han encontrado en los restos arqueológicos con el contenido líquido en su interior. La evolución a recipientes de gran tamaño como los toneles de madera, o las botellas de vidrio se produjo a lo largo de siglos. El metal era difícil de emplear debido a lo caro que suponía su manipulación y elaboración. Esta situación cambió a comienzos del siglo XX en el que los avances tecnológicos y la aparición de nuevas técnicas metalúrgicas (como el Proceso Hall-Héroult).
La primera lata de cerveza se realiza en 1935. Son las denominadas cono superior (cone top) que, de aspecto cilíndrico, incluían una tapa en forma de cono que finalizaban en una tapa de rosca en la parte superior. En los años cuarenta la compañía embotelladora estadounidense Crown Holdings logró definir y comercializar un producto denominado: crowntainer. Los envases de cono superior no eran muy prácticos en el transporte, y muchos de los recipientes perdían presión. Su popularidad decreció en los años posteriores a la Segunda Guerra Mundial. No fue hasta que en 1959, el empresario norteamericano Ermal C. Fraze patenta con éxito una fórmula de lata que posee muchas características de portabilidad y facilidad de uso.

## Características
Las latas de bebida suelen ser de forma cilíndrica con dos tapas planas en las bases. El metal más habitual en todos los países es que realicen en aleaciones de aluminio u hojalata. Se suelen preparar en chapas de aproximadamente unos 80 micrómetros de grosor. Existen versiones realizadas en plástico (elaboradas en Tereftalato de polietileno o PET). Una lata de un tercio de litro de volumen, elaborada en aleación de aluminio, suele pesar unos quince gramos. El interior de las latas suele recubrirse empleando resina epoxi. 
Las latas se crean mediante el formado en frío. Las latas suelen rellenar con el contenido líquido antes de cerrar la última tapa.

## Latas en la cultura popular
Al igual que las botellas, las latas de bebida son objeto de colección.